# 3063 Makhaon
3063 Makhaon è un asteroide troiano di Giove del campo greco del diametro medio di circa 116,14 km. Scoperto nel 1983, presenta un'orbita caratterizzata da un semiasse maggiore pari a 5,2083219 UA e da un'eccentricità di 0,0589356, inclinata di 12,16520° rispetto all'eclittica.
L'asteroide è dedicato a Macaone, medico dell'esercito greco.